# Château de Mas-Laurent
Le château de Mas-Laurent est situé au lieu-dit Maslaurent, sur la commune de Croze, dans le département de la Creuse, région Nouvelle-Aquitaine, France.

## Historique
La bâtisse, que l'on pourrait associer à un manoir, fut reconstruite au XIXe siècle.
Longtemps colonie de vacances de la RATP (XXe siècle), il appartient désormais à des particuliers. 

## Architecture

### Chapelle
Dans le parc de château est érigée une chapelle inscrite sur la liste des monuments historiques depuis le 21 octobre 1932. Cette chapelle date du XVe siècle mais elle était précédemment au hameau de Saint-Antoine sur la commune de Saint-Frion. Elle fut démontée et remontée dans le parc du château en 1886.
Elle comprend une nef flanquée d'une chapelle qui était ornée d'un clocheton.

## Parc
Le château est entouré d'un parc arboré de plusieurs hectares.
Une des particularités de son parc est de border la Creuse et l'ancienne voie ferrée qui reliait La Courtine à Aubusson.